# 世界でお願い!あなたのおサイフ見せてください
『世界でお願い!あなたのおサイフ見せてください』（せかいでおねがい!あなたのおサイフみせてください）は2016年1月5日（4日深夜）から1月25日までテレビ東京の『ソコアゲ★ナイト』月曜枠で放送されていたバラエティ番組。

## 概要
世界の人々の財布の中身を見せてもらい、そこから見えてくる人間模様・文化・慣習などを紹介する。

## 出演

### 進行
- 須黒清華（当時テレビ東京アナウンサー）

## 放送リスト
| 回 | 放送日        | 内容 | 出演者                             | 備考                |
| -- | ------------- | ---- | ---------------------------------- | ------------------- |
| 1  | 1月5日（火）  |      | 田中直樹（ココリコ）、柳原可奈子   | 0:28 - 1:15に放送。 |
| 2  | 1月12日（火） |      | 田中直樹（ココリコ）、LiLiCo       | 0:28 - 1:15に放送。 |
| 3  | 1月18日       |      | 黒瀬純（パンクブーブー）、鈴木奈々 |                     |
| 4  | 1月25日       |      | 高橋茂雄（サバンナ）、鈴木奈々     |                     |

## スタッフ
- 企画：田淵俊彦、松井尚
- ナレーター：新井聡太、佐藤アサト、蟹江俊介、牛田裕子
- 構成：藤本裕
- 撮影：長﨑太資、橋本俊令
- VE（音声）：丹野基樹
- タイトル：岡田和之
- 音効：久坂恵紹
- 番宣：遠藤誠也
- 編集：井上達生
- MA：上野裕
- 技術協力：ViViA、ヒート・ワン、テクノマックス、すたじお ましゅ
- 海外協力：真覚久美子、エム・アンド・エム　メディアサーヴィス、インダス・ヘリテイジ、サネイトラベルアンドツアーズ、日本ハンガリーメディアート
- AP：相野谷智子
- AD：平澤宗大、中込洋輔
- ディレクター：長谷川たかし
- 演出：高橋伸幸
- プロデューサー：佐藤竜太
- 制作：テレビ東京、PROTX

## ネット局と放送時間
| 放送対象地域   | 放送局         | 系列           | 放送日時                     | 放送期間                | 備考       |
| -------------- | -------------- | -------------- | ---------------------------- | ----------------------- | ---------- |
| 関東広域圏     | テレビ東京     | テレビ東京系列 | 月曜 23:58 - 翌0:45          | 2016年1月5日 - 1月25日  | 制作局     |
| 北海道         | テレビ北海道   | テレビ東京系列 | 月曜 23:58 - 翌0:45          | 2016年1月5日 - 1月25日  | 同時ネット |
| 愛知県         | テレビ愛知     | テレビ東京系列 | 月曜 23:58 - 翌0:45          | 2016年1月5日 - 1月25日  | 同時ネット |
| 岡山県・香川県 | テレビせとうち | テレビ東京系列 | 月曜 23:58 - 翌0:45          | 2016年1月5日 - 1月25日  | 同時ネット |
| 福岡県         | TVQ九州放送    | テレビ東京系列 | 月曜 23:58 - 翌0:45          | 2016年1月5日 - 1月25日  | 同時ネット |
| 和歌山県       | テレビ和歌山   | 独立局         | 金曜 1:34 - 2:20（木曜深夜） | 2016年1月29日 - 2月19日 | 遅れネット |
| 三重県         | 三重テレビ     | 独立局         | 火曜 22:15 - 23:05           | 2016年3月15日 - 4月5日  | 遅れネット |
| 熊本県         | テレビくまもと | フジテレビ系列 | 金曜 0:25 - 1:15（木曜深夜） | 2016年3月18日 - 4月8日  | 遅れネット |
| 鳥取県・島根県 | 山陰放送       | TBS系列        | 火曜 23:55 - 翌0:40          | 2016年3月23日 - 4月13日 | 遅れネット |
| 新潟県         | 新潟放送       | TBS系列        | 土曜 16:15 - 17:00           | 2016年5月7日 - 5月28日  | 遅れネット |
| 鹿児島県       | 南日本放送     | TBS系列        | 水曜 0:12 - 1:02（火曜深夜） | 2016年5月11日 - 6月1日  | 遅れネット |
| 福島県         | 福島中央テレビ | 日本テレビ系列 | 日曜 12:45 - 13:35           | 2016年7月3日 - 7月31日  | 遅れネット |

この他にも、全4回のうちの1～2回程度を単発扱いで放送した系列外局が多数存在する。